# Venus Verticordia
La Venus Verticordia est une peinture préraphaélite de Dante Gabriel Rossetti  conservée à Bournemouth, au Russell-Cotes Art Gallery & Museum.

## Contexte
Dans la Grèce antique, la rose était associée à la déesse Aphrodite. Dans l'Iliade, Aphrodite protège le corps d'Hector, en utilisant l'« huile immortelle de la rose ». Le poète lyrique grec archaïque Ibycos loue la jeunesse, disant qu'Aphrodite l'a nourrie « parmi les fleurs des roses ».
En secourant son bien-aimé Adonis mourant, Aphrodite se blesse entre les ronces et de son sang fleurissent des roses rouges. Ému par la douleur de la déesse, Zeus permet à Adonis de vivre quatre mois dans l'Hadès, quatre dans le monde des vivants et quatre dans un lieu préféré. La rose rouge est devenue un symbole de la renaissance et aussi de l'amour victorieux sur la mort.

## Description
John Mitchell, de Bradford, a commandé ce tableau à la fin de 1863, sur la base d'une étude que Rossetti avait réalisée avec un premier modèle. Au début de 1867, Rossetti redessina la Vénus, choisissant comme modèle Alexa Wilding ; il a ajouté plus tard les cartels, en haut à droite, pour le texte du sonnet qu'il avait écrit pour illustrer l'image. Ces étiquettes, l'une avec le texte du sonnet, apparaissent dans deux études différentes, l'une pour Leyland, l'autre achetée par William Graham. Le sonnet d'accompagnement à l'image a été publié pour la première fois en 1868, par Swinburne, dans les Notes on the Royal Academy Exhibition essay.
Le peintre a ajouté un grand nombre d'accessoires décoratifs, pour accentuer le pouvoir érotique de la figure qui représente Vénus. Mais la femme de cette image n'est pas l'Aphrodite classique, la Vénus anadyomène qui émerge fraîche et blanche de l'écume des eaux : c'est une femme mûre, sûre d'elle-même, qui pointe la flèche de Cupidon contre son cœur : la flèche à la pointe d'or qui fait naître la passion amoureuse. 
Son visage est serein mais sévère, avec des cheveux pleins et lourds qui tombent dans des lignes ondulées graves, touchés par une lumière douce. La Vénus Verticordia est une beauté divinisée, immortelle : des papillons dorés flottent sur ses cheveux et ses seins semblent se dilater, comme les roses ouvertes et charnues en arrière-plan.
Devant un labyrinthe de roses et de feuillages - dense masse de rouges et de verts - à la pleine lumière du jour, Vénus est presque nue : c'est une femme jeune, tendre, ardente mais avec un éclair de mélancolie dans le regard. Fleurit aussi une branche de roses blanches, aux pétales marqués par des veines rouge rubis. Les corolles ont une allure capricieuse : certaines sont tournées vers Vénus, comme si elles voulaient capter la lumière dorée qui émane de son corps.
Dante Gabriel Rossetti a signé ce tableau avec son monogramme « D.G.R. ».
En 1945, l'Art Fund  a soutenu financièrement le Musée pour l'acquisition de la Venus Verticordia.

### Études
- Études pour la Venus Verticordia.

"
Crayon (Cleveland Museum of Art).
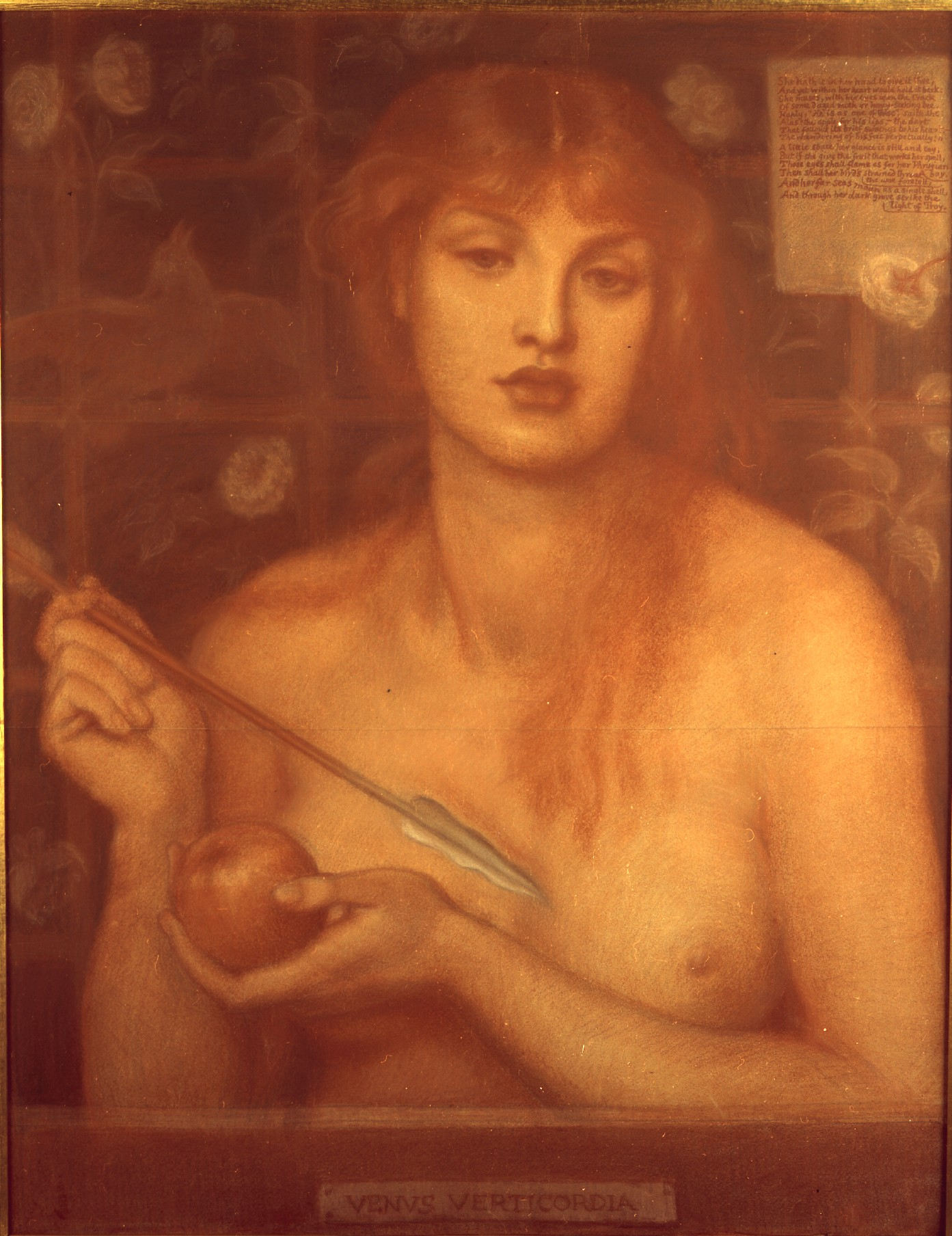
Craies colorées, 1863 (Faringdon Collection Trust).
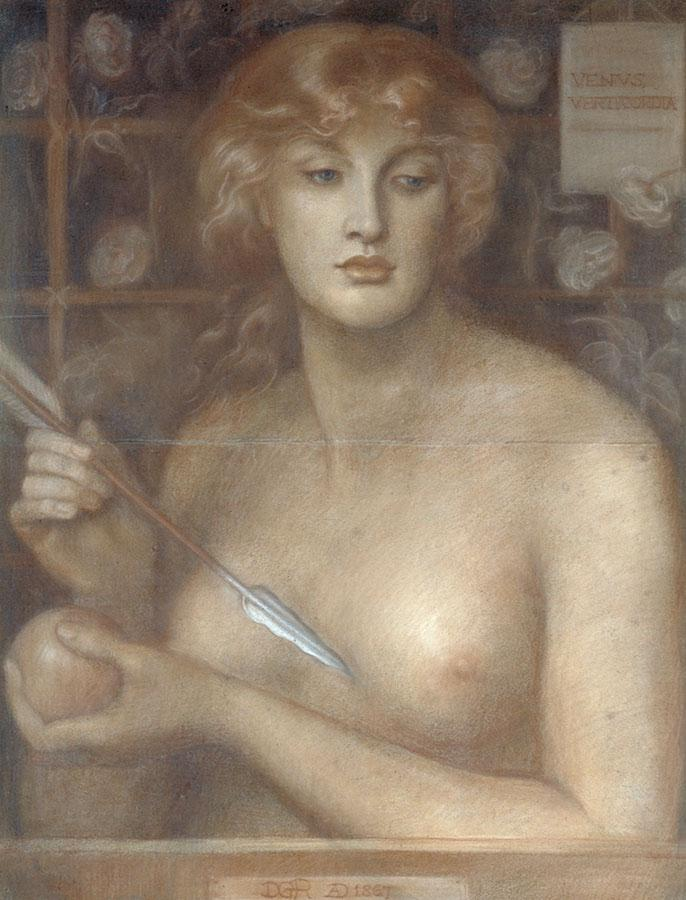
Craies colorées, 1867-1868 (Juan Antonio Pérez Simón Collection).
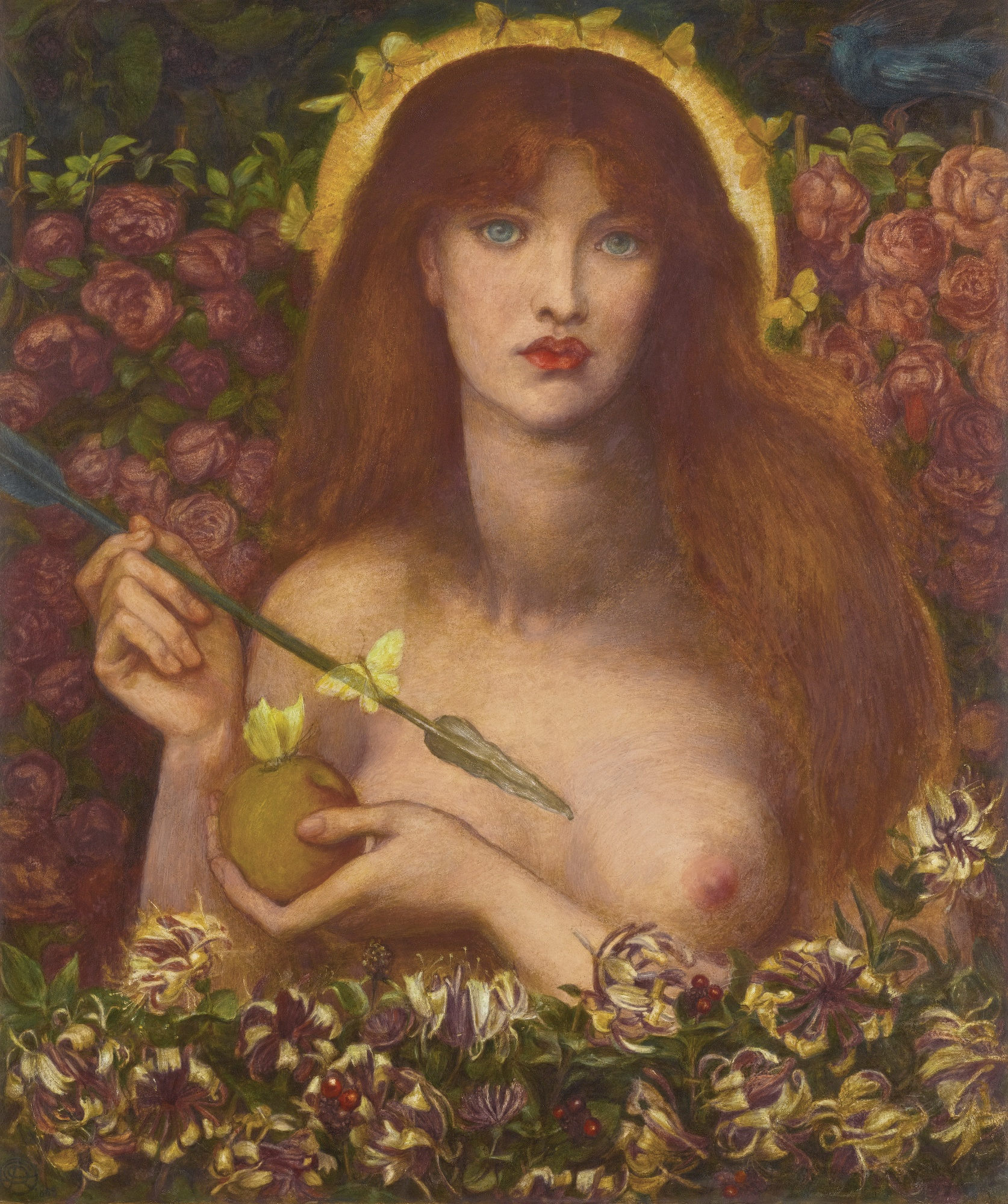
Aquarelle et gouache, 1868.

### Expositions
- 1891 - Birmingham, Special Loan Collection (no 179)
- 1951 - Bournemouth (no 9)
- 1972 - Paris (no 222)
- 1973 - R.A. (no 317)
- 1973-1974 - Baden–Baden (no 127)
- 1977 - Rotterdam-Paris (no 204)
- 1979-1980 - Monaco (no 373)
- 1984 - Londres. Tate Gallery. The Pre-Raphaelites[note 2]
- 1997 - Londres. Tate Gallery. The Age of Rossetti, Burne-Jones, and Watts[note 3]